# Văn hóa trà

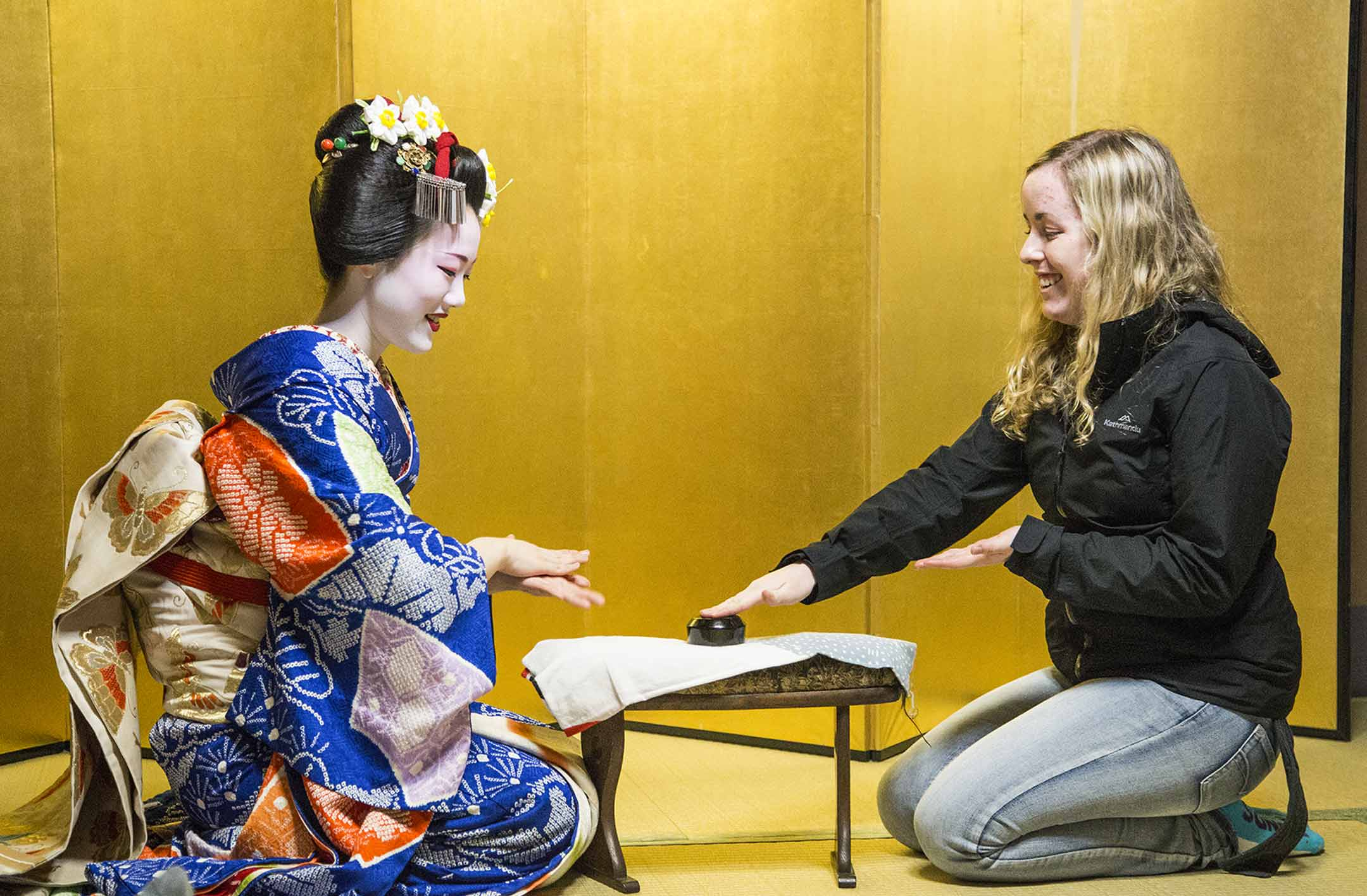
Văn hóa trà đạo Nhật Bản

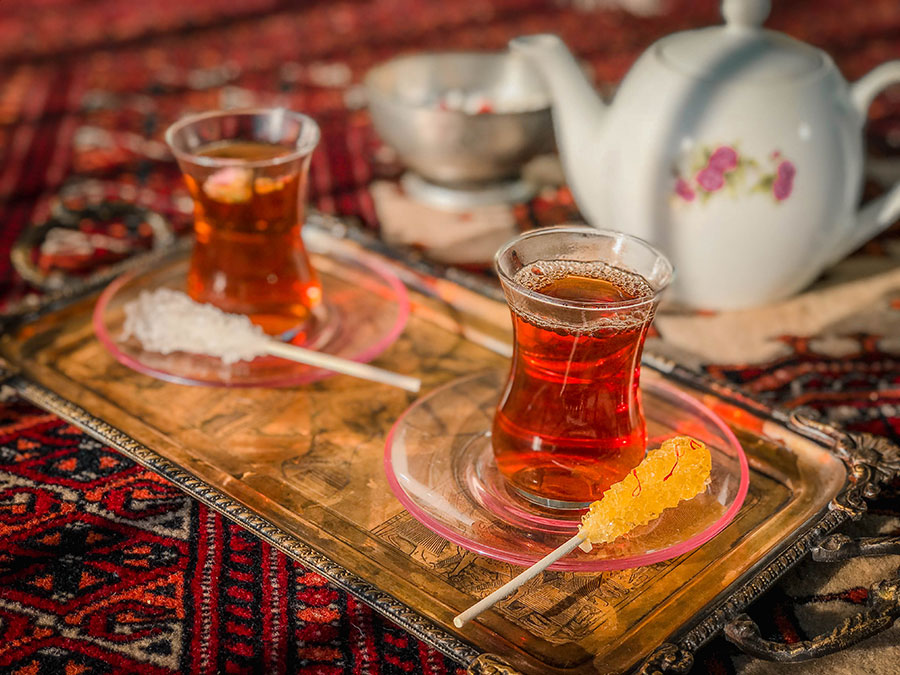
Trà Iran

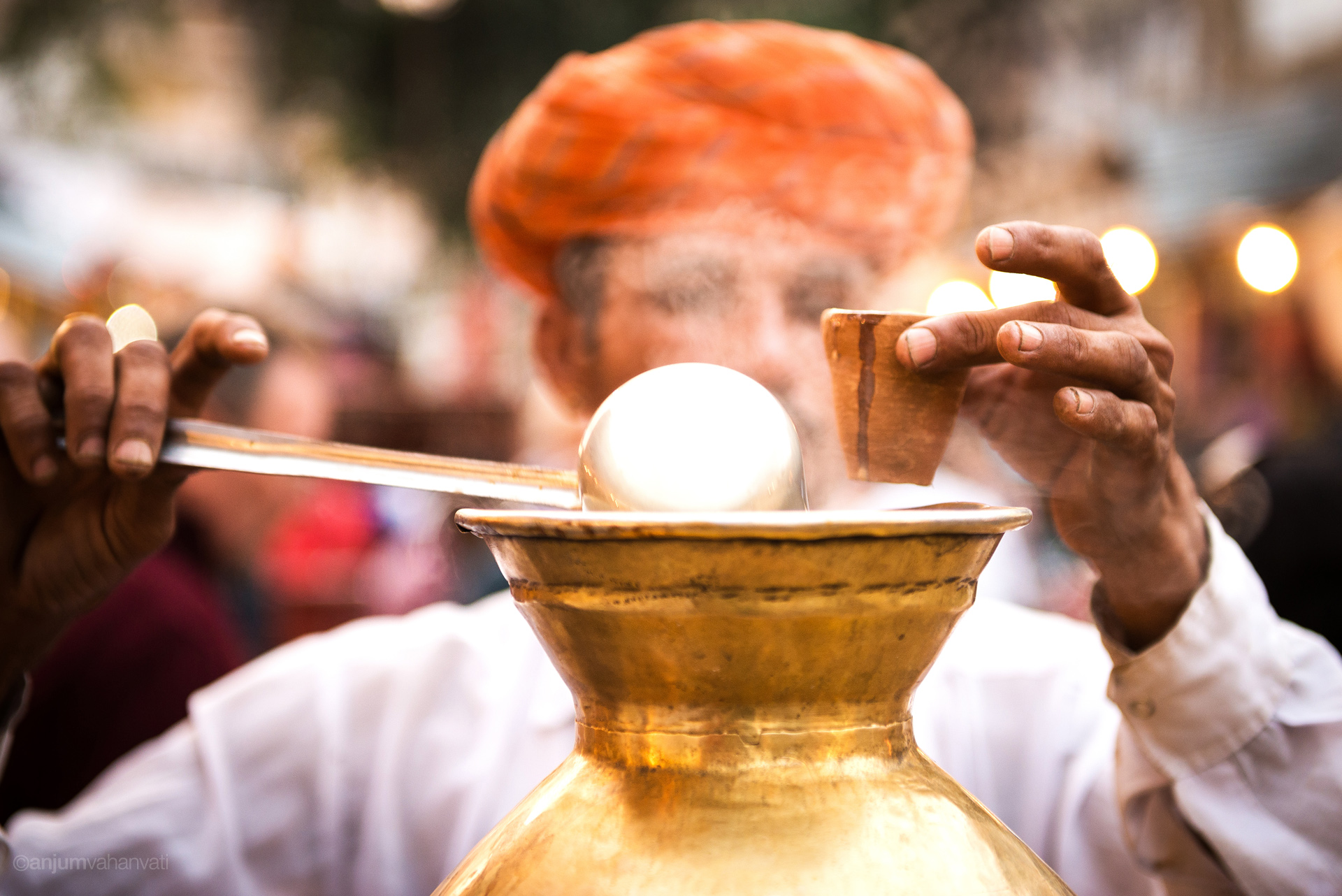
Trà Ấn Độ

Văn hóa trà là kiểu văn hóa được đặc định thông qua cung cách pha trà và thưởng thức trà cũng nhưng cái cách mà mọi người tương tác với trà và tính thẩm mỹ xung quanh việc uống trà. Trà đóng một vai trò quan trọng ở một số nước. Trà thường được thưởng thức tại các sự kiện xã hội và nhiều nền văn hóa đã tạo ra các nghi lễ trang trọng cầu kỳ cho những sự kiện này. Trà đạo Đông Á có nguồn gốc từ văn hóa trà Trung Quốc, hơi khác nhau giữa các quốc gia Đông Á, chẳng hạn như trà đạo Nhật Bản hoặc trà đạo Hàn Quốc. Trà có thể rất khác nhau trong cách chế biến, chẳng hạn như ở Khu tự trị Tây Tạng, nơi mà đồ uống trà thường được pha với muối và bơ (trà bơ). Trà chiều là một phong tục của người Anh có sức hấp dẫn rộng rãi vì Đế quốc Anh đã truyền bá cách hiểu về trà đến các lãnh thổ thuộc địa, bao gồm các khu vực ngày nay là Hong Kong, Ấn Độ và Pakistan, nơi có phong tục uống trà từ trước đó rất lâu, cũng như các khu vực như Đông Phi (Kenya, Tanzania và Uganda ngày nay), Thái Bình Dương (Úc và New Zealand) và Canada, không có phong tục uống trà, hoặc các quốc gia có lượng người Anh nhập cư cao, chẳng hạn như Chile.
Phòng trà hoặc quán trà xuất hiện ở Hoa Kỳ, Cộng hòa Ireland và nhiều thành phố thuộc khối Thịnh vượng chung. Các vùng khác nhau ưa chuộng các loại trà khác nhau—Trà trắng, Trà vàng, Trà xanh, Trà ô long, Trà đen hoặc trà lên men (đen)—và sử dụng các hương liệu khác nhau, chẳng hạn như thảo mộc, sữa hoặc đường, nhiệt độ và độ đậm đà của trà cũng rất khác nhau. Vào thời nhà Đường thì phương pháp pha trà phổ biến vào thời điểm đó là đun sôi nước và lá trà cùng một lúc và còn rắc thêm chút muối vào nước pha để tăng hương vị của trà. Văn hóa trà Đài Loan bắt nguồn từ văn hóa trà Trung Quốc truyền thống và sau đó là hàng thế kỷ Người Hán di cư lên đảo. Trà hoang dã lần đầu tiên được Công ty Đông Ấn Hà Lan tìm thấy ở Đài Loan. Teh talua là một loại trà uống trong ẩm thực Minangkabau bao gồm bột trà, trứng sống, đường và cam quýt đã trở thành di sản văn hóa phi vật thể thuộc Bộ Giáo dục và Văn hóa Indonesia. Myanmar là một trong số rất ít quốc gia không chỉ uống trà mà còn được dùng (ăn trà) dưới dạng lahpet là món trà ngâm dùng chung với nhiều loại đồ ăn kèm khác nhau.